# 林敏彦
林 敏彦（はやし としひこ、1943年3月4日 - 2017年4月28日）は、日本の経済学者。専門は、公共政策・経済政策。大阪大学名誉教授。同志社大学特別客員教授、放送大学客員教授。

## 人物
岡山県出身。岡山県立朝日高等学校、1966年京都大学経済学部卒業。京大時代は学生運動に身を投じるもその後離反。大阪大学大学院経済学研究科修士課程へ進学し熊谷尚夫に師事。フルブライト奨学生としてアメリカのスタンフォード大学博士課程へ留学しPh.D.（数理経済学専攻、1972年)を取得。スタンフォード大学でケネス・アローに師事。
神戸商科大学（現・兵庫県立大学）経済研究所助手（1967-1971年）、神戸商科大学商経学部講師/助教授（1971-1980年）を経て、蝋山昌一（元大阪大学教授）の招きで大阪大学経済学部へ移籍。大阪大学経済学部助教授/教授（1980-1994年）、大阪大学大学院国際公共政策研究科教授（1994-2002年、第2代研究科長）、スタンフォード日本センター理事長（2002-2006年）、放送大学教授（2002-2010年）を経て、2010年4月から2013年3月まで同志社大学大学院総合政策科学研究科教授。同年4月より同志社大学大学院総合政策科学研究科特別客員教授、アジア太平洋研究所（旧・関西社会経済研究所）研究統括（2011年-）。
政府委員会座長、大阪ガス監査役（2006-2014年）、公益財団法人ひょうご震災記念21世紀研究機構・研究調査本部研究統括（2006-2012年）を歴任。近年は情報通信分野における研究と関西地域の自治体への政策提言、阪神・淡路大震災後の経済復興調査を行っている。
2017年4月28日、急性骨髄性白血病のため兵庫県西宮市の病院で死去。74歳没。没後に従四位に叙され、瑞宝中綬章が追贈された

## 著作
- 『需要と供給の世界 ミクロ経済学への招待』（日本評論社、1982年）
- 『ミクロ経済学』（東洋経済新報社、1984年）
- 『大いなる経済アメリカ』（日本評論社、1986年）
- 『大恐慌のアメリカ』（岩波書店、1988年）
- 『経済学者の手帖』（NTT出版、1992年）
- 『ハート＆マインド経済学』（有斐閣、1996年）
- 『続・経済学者の手帖 不況と震災を越えて』（NTT出版、2000年）
- 『経済政策1 現代政策分析』（放送大学教育振興会、2002年）
- 『経済学入門 新訂』（放送大学教育振興会、2004年）
- The Political Economy of Japan（放送大学教育振興会、2010年）

放送大学の授業番組では初めと終わりの挨拶のみ日本語で行なうほかは、すべて英語で授業を行なう形式となっている。テキストもすべて英語で表記されている。
- 『大災害の経済学』（PHP新書、2011年）

### 共編著
- 『マクロ経済学の基礎』（牛嶋正共編 1980 有斐閣双書）
- 『公共事業と規制緩和』（東洋経済新報社 1990年）
- 『テレコミュニケーションの経済学』松浦克己共編 東洋経済新報社 1992
- 『文明としてのネットワーク』大村英昭共編著 NTT出版 1994
- 『講座・公的規制と産業 3 電気通信』NTT出版 1994
- 『ゆうちょ21世紀モデル IT時代の郵便貯金』岩田一政,若杉敬明共編著（日本テレソフト 2000）
- 『金融変革の実証分析』松浦克己共編著（日本評論社 2002年）
- 『日本の金融問題 検証から解決へ』松浦克己,米澤康博共編著（日本評論社 2003年）
- 『高度情報化社会のガバナンス』坂井利之,東倉洋一共編著（NTT出版 2003年）
- 『日本の産業システム5:情報経済システム』（NTT出版 2003年）
- 『情報と社会 ここから未来へ』柏倉康夫,天川晃共編著 （放送大学 2006年）
- 『次世代インターネットの競争政策』日本評論社 2007
- 『エネルギー学の基礎』吉岡一男共編著（放送大学 2007年）
- 『消費者と証券投資』坂井素思,佐賀卓雄共編著（放送大学　2007年）
- 『市民と社会を知るために 名著に触れよう』山岡龍一,原島良成共編著（放送大学 2008年）
- 『情報通信の政策分析 ブロードバンド・メディア・コンテンツ』依田高典,根岸哲共編著 NTT出版 2009
- 『世界の中の日本』高橋和夫共編著 放送大学 2009

### 翻訳
- E.マランヴォー『ミクロ経済理論講義』創文社 1981
- マーチン・L.ワイツマン『シェア・エコノミー スタグフレーションを克服する』岩波書店 1985

## 叙位・叙勲
- 従四位[3]
- 瑞宝中綬章[3]